# 盛岡北道路
盛岡北道路（もりおかきたどうろ）は、国道4号のうち岩手県盛岡市下厨川字茨島地区から滝沢市分レ地区までの3.8kmを（片側1車線から）片側2車線に拡幅する事業のことである。

## 概要
茨島跨線橋北ランプ（盛岡市道下厨川稲荷町線交点）と分レ南交差点（岩手県道16号盛岡環状線・国道282号の分岐点・分レバイパス南口）の間の国道4号は、（国道282号等の）周辺幹線道路からの流入車が多いにもかかわらず片側1車線のため1日中慢性的な渋滞に悩まされており、岩手県内の片側1車線幹線道路の中では交通量が最も多い（周辺は国の土地である森林総合研究所や農業試験場があるため抜け道が少なく、車両は当線に集中する傾向が強いため）。
この渋滞を緩和すべく、2007年度より国土交通省岩手河川国道事務所および盛岡国道維持出張所は当該区間の4車線化工事を着工。2010年4月より用地買収交渉・測量作業・道路設計を進め、2016年3月26日に4車線で開通した。
なお当該区間は両側に松並木が植えられており、「巣子の松街道」と呼ばれている。4車線化に際しては当初松並木の伐採が検討されていたが、「松並木を極力残してほしい」旨の要望が地元住民から出たため、4車線化工事は現行の2車線部を花巻方向への上り南行き一方通行とし、松並木を分離帯にする形で現道の西側に青森方面への下り北行き一方通行の2車線路を新設する方式で行われた。ただし巣子地区内1km区間は沿道に郊外型大型店が密集しているため、他地区の道路同様に現行の2車線部分を西側に拡幅する形での4車線化となる。
分レ南十字路からネイチャーセンター入口T字路までは（分かれ交差点渋滞緩和のための）分レバイパス開通に際して1996年までに、さらに茨島跨線橋も東北新幹線盛岡駅以北延伸に際し2002年に各々4車線化が完成。当区間（巣子の松街道部分）の4車線化により、現在は岩手産業文化センター付近から花巻市の花巻東B.P.北口交差点まで連続4車線となっている。将来的には一関市から滝沢市までの約90kmが4車線化されることとなる。